# 濱尾式080型
濱尾式080型（はまおしき080がた）は、日本で自作機として製作された零式艦上戦闘機（零戦）のレプリカ機。スケールは実機の80％。「濱尾式零戦」とも呼ばれる。

## 概要
三菱重工業が復元した零戦が飛行に至らなかったことに不満を抱いたエクスペリメンタル航空機連盟（EXAL）会長の濱尾豊は、飛行可能な零戦のレプリカ機の自作を開始した。1990年（平成9年）元旦から図面の作図を、1990年代初頭には機体の製作を始めており、1993年（平成12年）には主翼構造の強度試験を実施している。機体完成後も飛行許可の認可が難航し、2004年（平成16年）9月に航空局の識別記号「JX0110」を取得、2009年（平成21年）8月にホンダエアポートで初の地上滑走を行った。その後も地上滑走を行っているが、飛行には至っていない。
機体形状は『世界の傑作機』や各種航空雑誌、五二型のプラモデルや国立科学博物館に展示されていた二一型の複座改造機を基に決定され、51％はオリジナルの零戦の設計を踏襲、49％は独自設計という形になった。胴体には木製の基本構造を発泡スチロールで成形し、その上にエポキシ樹脂を浸透させたガラス繊維を貼るという「木製プラスチック成形コンポジット」構造を採用、主翼は後縁部羽布張りの全木製である。操縦席のスケールのみは100％で、実機では装甲があったスペースに座席を設けた複座機となっている。全備重量は800 kg。エンジンはFA-200のものを転用したライカミング「O-360」水平対向4気筒（180 hp）を使用した。また、長距離飛行のためのIFRも考慮されている。